# صندل مخيط ملفوف

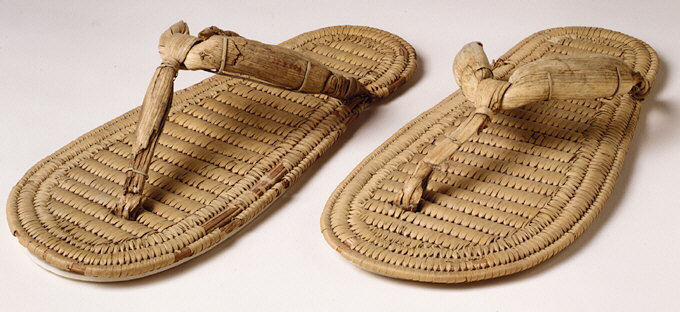
زوج من الصنادل، حوالي 1580 - 1479 ق.م. متحف المتروبوليتان للفنون

صندل مخيط ملفوف هو صندل مصري قديم تم تصنيعه باستخدام تقنية مشابهة لتلك المستخدمة في نسج السلال بتقنية يتم من خلالها حياكة اللفائف مع نفس المادة المستخدمة في صناعة اللفائف. كانت الصنادل تُنسج عادةً باستخدام عشب النصف.

## الاكتشاف
تم العثور على أول دليل على الصندل في رحلة استكشافية لمرسى جواسيس في 2005-2006، مما أدى إلى اكتشاف المشغولات اليدوية، بما في ذلك الصندل. كانت الصنادل في مصر القديمة من صنع المملكة المصرية الوسطى. يتضح هذا من خلال النقوش المعاصرة التي تظهر هذا الشكل المعين من الصندل. الكهف الذي يظهر على وجه التحديد لفائف الحبل كان الكهف 5. العلماء قاموا منذ ذلك الحين بدراسة اللفائف بغرض تحديد عملية بنائها والغرض المقصود.

## الصنع
صُنع نعل الصندل من عشب نصف دائري ملفوف ومخيط مع شرائح من أوراق نخيل الدوم، مما ساعد على ربط العشب معًا. كل من الشكل والحافة القوية. بعد وضع كل طبقة من الحبال، كانت تُخيَّط على الطبقة السابقة، والتي استمرت حتى الحصول على التصميم المرغوب فيه. واتبعت النمط المتماثل طوليًا مع مركز مجوف قليلاً. الأول كان مشابهًا للصندل المخيط العادي، حيث أن الشريط الأمامي مصنوع من شريط كبير من ورق البردي يوضع بين الصنادل في الأمام ومثبت بعقدة في الخلف. والثاني عبارة عن رباط مزدوج يلتف حول الظهر. يتم وضع كلاهما بين الحزمتين الثانية والثالثة بدلاً من ربطهما بالجزء الخارجي من الصندل. متانة مميزة في منطقة الكعب والحزام.

## الآثار الأخرى
أدى اكتشاف الكهف 5 ومحتوياته إلى إجراء تحقيق في المواد المستخدمة في تصنيع الحبال والملفات والاختراعات الأخرى ذات الأصل النباتي. تم استخدام مواد مثل ورق البردي أو سعف النخيل في مجموعة متنوعة من مواد الصنع في مصر القديمة، هذا مهم لأن كل مادة ترتبط ارتباطًا مباشرًا بعدد لا يحصى من طرق الصنع. كما أنها تتعلق بموقع الأشياء مثل الملاجئ، والأسقف، والحصير، ومواد الخياطة المذكورة أعلاه. وهذا مفيد في مزيد من تحديد كيفية صنع العناصر المختلفة مثل الصنادل المخيطة، وكيفية صنعها، ومكان استخدامها في المقام الأول.